# Al Faisaliyah Center
Al Faisaliah Center (in italiano Centro Al Faisaliyah e in arabo برج الفيصلية ), è un grattacielo ad uso commerciale situato nel quartiere finanziario di Riad, in Arabia Saudita. È il quarto edificio più alto in Arabia Saudita dopo il Kingdom Centre, Burj Rafal e Abraj Al Bait. Viene anche chiamato Star Dome.
Progettato dallo studio Foster + Partners, la costruzione è stata completata nel maggio 2000. Il grattacielo, che si compone di 44 piani, è alto 267 metri ed è stato inaugurato nello stesso mese. È stato dal 2000 al 2002 il grattacielo più alto in Arabia Saudita.